# Sindrome del savant
La sindrome del savant, detta anche sindrome dell'idiota sapiente (dal francese idiot savant), indica una serie di ritardi cognitivi anche gravi che presenta una persona, accanto allo sviluppo di un'abilità particolare e sopra la norma in un settore specifico.

## Storia
L'espressione fu introdotta nel 1887 dal medico londinese John Langdon Down per riferirsi ai bambini deboli di mente che presentavano "facoltà" speciali e a volte eccezionali. Fra queste vi erano straordinarie capacità di calcolo e disegno, attitudini meccaniche e soprattutto capacità di memorizzare, suonare e a volte comporre musica.

## Epidemiologia
Il rapporto maschi-femmine risulta essere di 6 -1. È stata anche ipotizzata l'influenza del testosterone, che appunto è presente in quantità maggiori nei maschi, sul feto.

## Sintomatologia
Queste abilità si possono riscontrare in diversi campi: arti visive, in particolare nel disegno, musica, specifiche abilità matematiche o meccaniche. Meno frequentemente sono state riscontrate abilità eccezionali in aree come quella del linguaggio. I dati a disposizione tendono a classificarla come una sindrome.

## Patologie correlate
Si può manifestare in concomitanza con altre sindromi come quella di Tourette o negli individui con autismo.

## Cause possibili
Le cause non sono ancora note, tuttavia si nota che spesso la sindrome colpisce degli individui con problemi all'emisfero sinistro. Una delle ipotesi è che la zona colpita abbia lo scopo di elaborare le informazioni allo stato ancora primitivo, trasformandole in operazioni elaborate che permettono un comportamento normale. Se questo filtro viene a mancare, l'individuo perde parte delle capacità che per gli altri sembrano facili e naturali, ma riesce a usare delle informazioni più primitive che gli permettono di svolgere con facilità o addirittura naturalezza dei compiti che per gli altri sono difficilissimi o impossibili. Questa teoria condivide con altre l'assunzione che ogni persona possieda queste caratteristiche, ma che siano in un certo senso inibite da una qualche area del cervello.
Ci sono inoltre casi di persone che dopo traumi cranici all'emisfero sinistro hanno manifestato delle abilità (matematiche, di disegno, ecc.) prima assenti. Alcuni studi invece hanno ottenuto tali manifestazioni temporanee di abilità come il disegno "disturbando" delle aree della parte sinistra del cervello mediante stimolazione magnetica transcranica.